# Мейерхольд, Всеволод Эмильевич

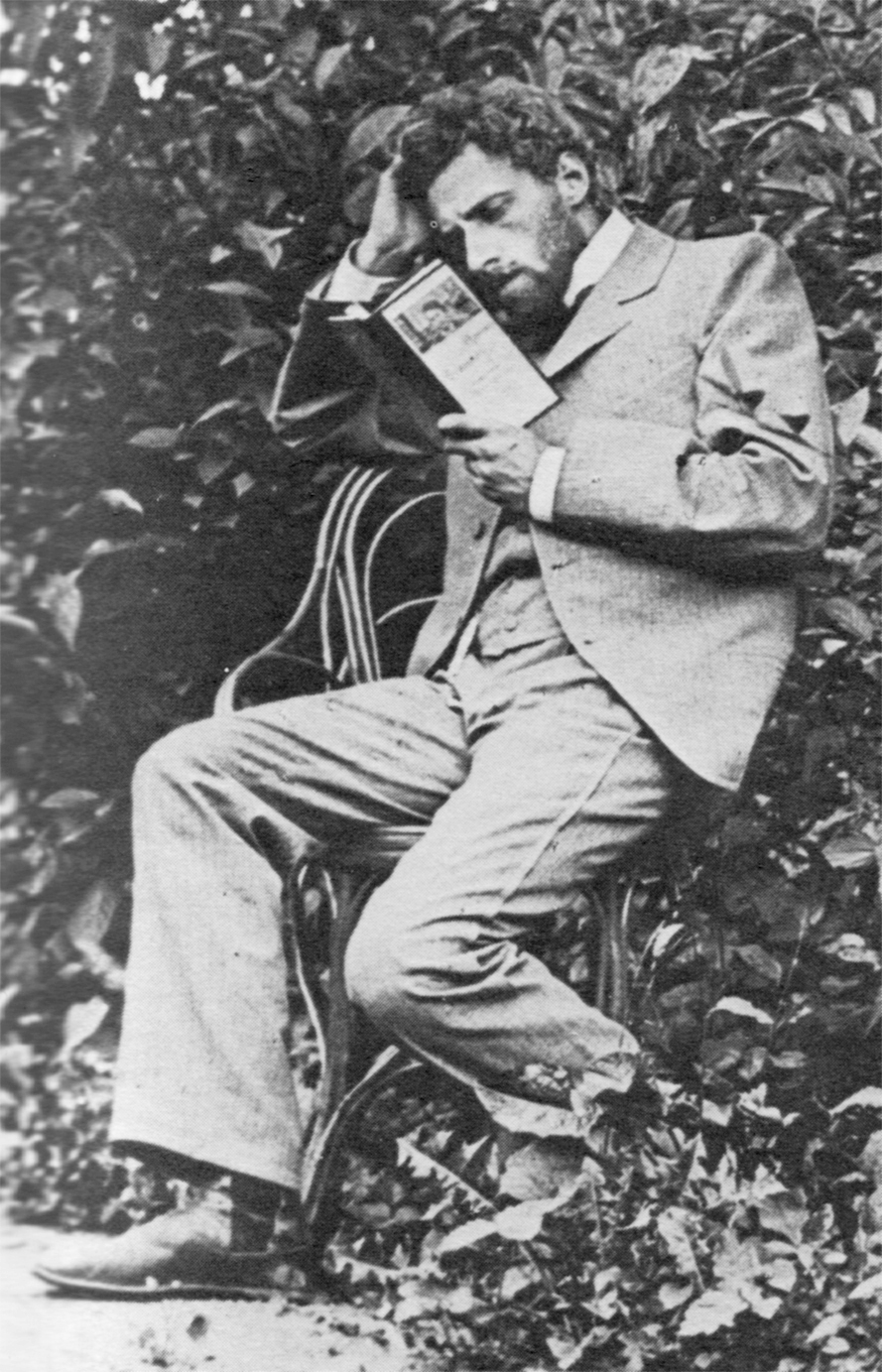
Мейерхольд за чтением «Чайки» Антона Чехова в Царском Селе, 1898 год

Все́волод Эми́льевич Мейерхо́льд (при рождении Карл Казимир Теодор Майерхольд; нем. Karl Kasimir Theodor Meyerhold, впоследствии Мейерхольд-Райх; 28 января [9 февраля] 1874, Пенза — 2 февраля 1940[…], Москва) — русский и советский театральный режиссёр, актёр и педагог. Теоретик и практик театрального гротеска, автор программы «Театральный Октябрь» и создатель актёрской системы, получившей название «биомеханика». Народный артист Республики (1923).

## Биография

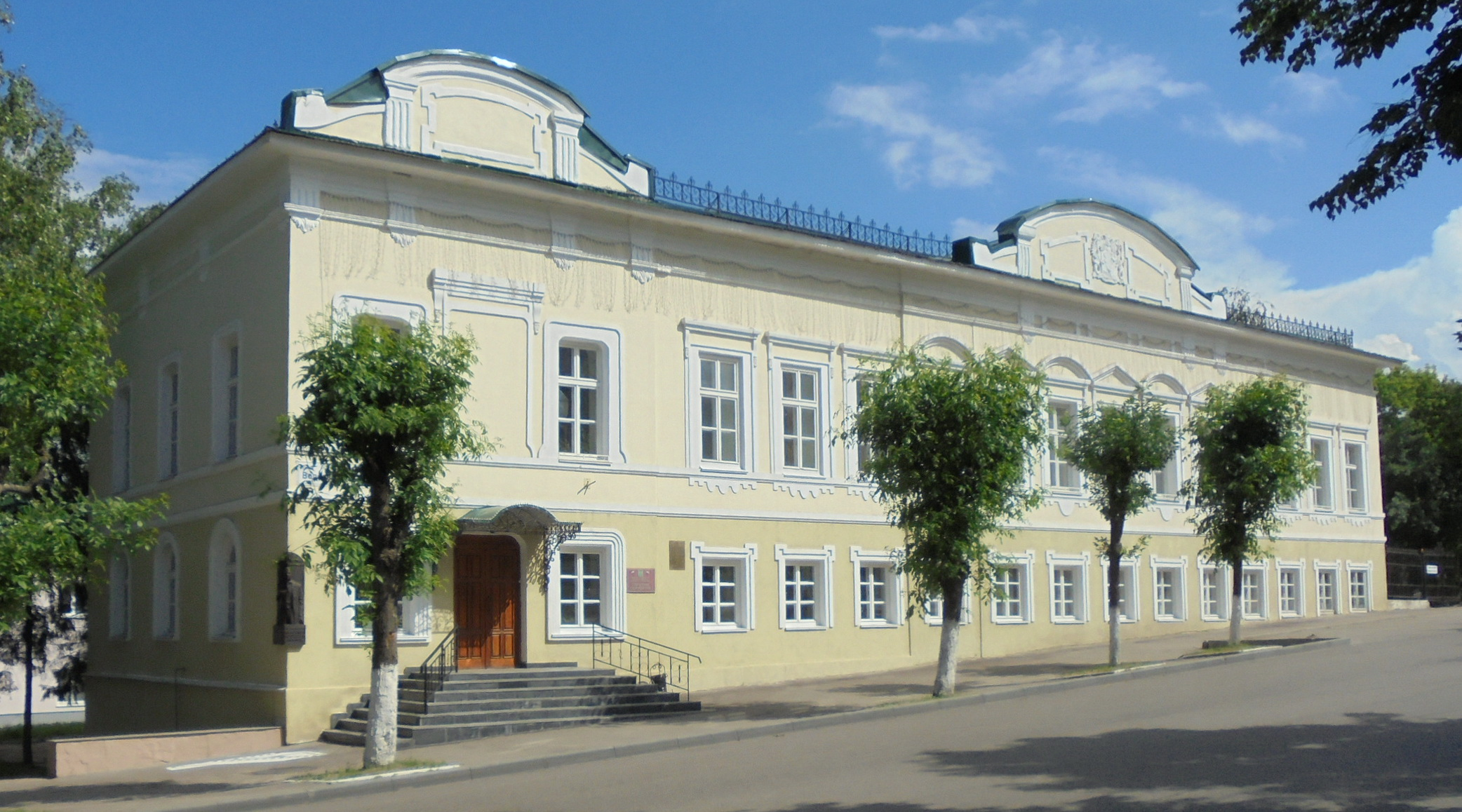
Здание 2-й мужской гимназии в Пензе, которую окончил Мейерхольд

Карл Казимир Теодор Мейерхольд был восьмым ребёнком в лютеранской семье винозаводчика Эмилия Фёдоровича Мейерхольда (ум. 1892) из рода Мейерхольд фон Риттерхольм, имевшего, по свидетельству Всеволода Эмильевича, еврейские корни, и его жены, балтийской немки Альвины Даниловны (урождённой Неезе).
В 1895 году окончил Пензенскую 2-ю мужскую гимназию, в которой позже учился актёр немого кино Иван Мозжухин (здание гимназии по ул. Володарского, 5 сохранилось, сейчас в памятнике истории и культуры федерального значения располагается управление образования Пензы).
После окончания гимназии поступил на юридический факультет Московского университета. В том же году, по достижении совершеннолетия (21), принял православие и изменил имя на Всеволод — в честь любимого писателя Всеволода Гаршина.
В 1896 году перешёл на 2-й курс Театрально-музыкального училища Московского филармонического общества в класс Владимира Немировича-Данченко.

### В Художественном театре
В 1898 году окончил училище и вместе с другими выпускниками, в том числе Ольгой Книппер и Иваном Москвиным, вступил в труппу создаваемого Художественно-общедоступного театра. В спектакле «Царь Фёдор Иоаннович», которым 14 (26) октября 1898 года открылся театр, играл Василия Шуйского.
В постановке чеховской «Чайки» Мейерхольд играл Треплева, а в 1901 году стал первым на русской сцене исполнителем роли Тузенбаха в «Трёх сёстрах». Среди ролей, сыгранных на сцене Художественного театра — принц Арагонский в «Венецианском купце» Шекспира (1898), Иоанн Грозный в трагедии А. К. Толстого «Смерть Иоанна Грозного», Иоганнес в «Одиноких» Гауптмана.

### После МХТ
В 1902 году с группой актёров покинул Художественный театр и начал самостоятельную режиссёрскую деятельность, возглавив вместе с Александром Кошеверовым труппу в Херсоне. Со второго сезона, после ухода Кошеверова, труппа получила название «Новая драма (Товарищество новой драмы)».
В 1902—1905 годах было поставлено около 200 спектаклей, гастрольные выступления проходили на подмостках Тбилиси, Севастополя, Николаева.
В мае 1905 года Константин Станиславский предложил Мейерхольду подготовить спектакли «Смерть Тентажиля» Мориса Метерлинка, «Комедия любви» Генрика Ибсена и «Шлюк и Яу» Герхарта Гауптмана для Театра-студии, который он задумал открыть на Поварской улице в Москве.
Однако Студия существовала недолго: как оказалось, Станиславский и Мейерхольд по-разному понимали её назначение. Посмотрев поставленные Мейерхольдом спектакли, Станиславский не счёл возможным выпускать их на публику.
Годы спустя в книге «Моя жизнь в искусстве» по поводу опытов Мейерхольда он написал: «Талантливый режиссёр пытался закрыть собою артистов, которые в его руках являлись простой глиной для лепки красивых групп, мизансцен, с помощью которых он осуществлял свои интересные идеи. Но при отсутствии артистической техники у актёров он смог только демонстрировать свои идеи, принципы, искания, осуществлять же их было нечем, не с кем, и потому интересные замыслы студии превратились в отвлечённую теорию, в научную формулу». В октябре 1905 года Студию закрыли, Мейерхольд вернулся в провинцию.
В 1906 году Вера Комиссаржевская пригласила его в Петербург — стать главным режиссёром её Драматического театра на Офицерской улице. За сезон Мейерхольд выпустил 13 спектаклей, в том числе: «Гедду Габлер» Генрика Ибсена, «Сестру Беатрису» Мориса Метерлинка, «Жизнь человека» Леонида Андреева.
В 1907 году ставит «Балаганчик» Александра Блока, идёт от текста. Спектакль стал началом «театра условности» в России. Сотрудничество с Комиссаржевской оказалось кратким. При Мейерхольде в театр перестали ходить, труппа оказалась на грани разорения. Вера Фёдоровна уволила Всеволода Эмильевича. Оскорбившись, он дважды подавал в суд, однако его претензии сочли необоснованными.

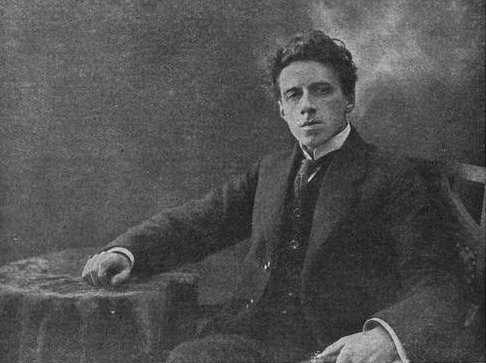
Режиссёр Императорских театров

В 1912 году в Териоках Мейерхольд поставил спектакль по пьесе испанского драматурга XVII века Кальдерона «Поклонение кресту» (двумя годами ранее он ставил эту пьесу на «Башне» у Вяч. Иванова с В. Шварсалон в роли Эусебио). Режиссёр и актёры долго искали подходящее место на природе. В имении писательницы Марии Крестовской в Молодёжном (фин. Metsäkylä) нашли прекрасный сад: от дачи к Финскому заливу спускалась большая лестница — сценическая площадка.
Спектакль, по замыслу, должен был идти ночью, «при свете горящих факелов, с огромной толпой всего окрестного населения». Затею не воплотили по техническим причинам, спектакль поставили в помещении. Но с тех пор идея театра на открытом воздухе («походного театра») занимала Мейерхольда.

### Императорские театры
В Александринском театре Мейерхольд поставил пьесы «У царских врат» Кнута Гамсуна (1908), «Шут Тантрис» Эрнста Харта, «Дон Жуан» Мольера (1910), «На полпути» Артура Пинеро (1914), «Зелёное кольцо» Зинаиды Гиппиус, «Стойкий принц» Кальдерона (1915), «Гроза» Островского (1916), «Маскарад» Лермонтова (1917). В 1911 году поставил в Мариинском театре оперу Глюка «Орфей и Эвридика» (художник — А. Я. Головин, балетмейстер — М. М. Фокин).

### После революции

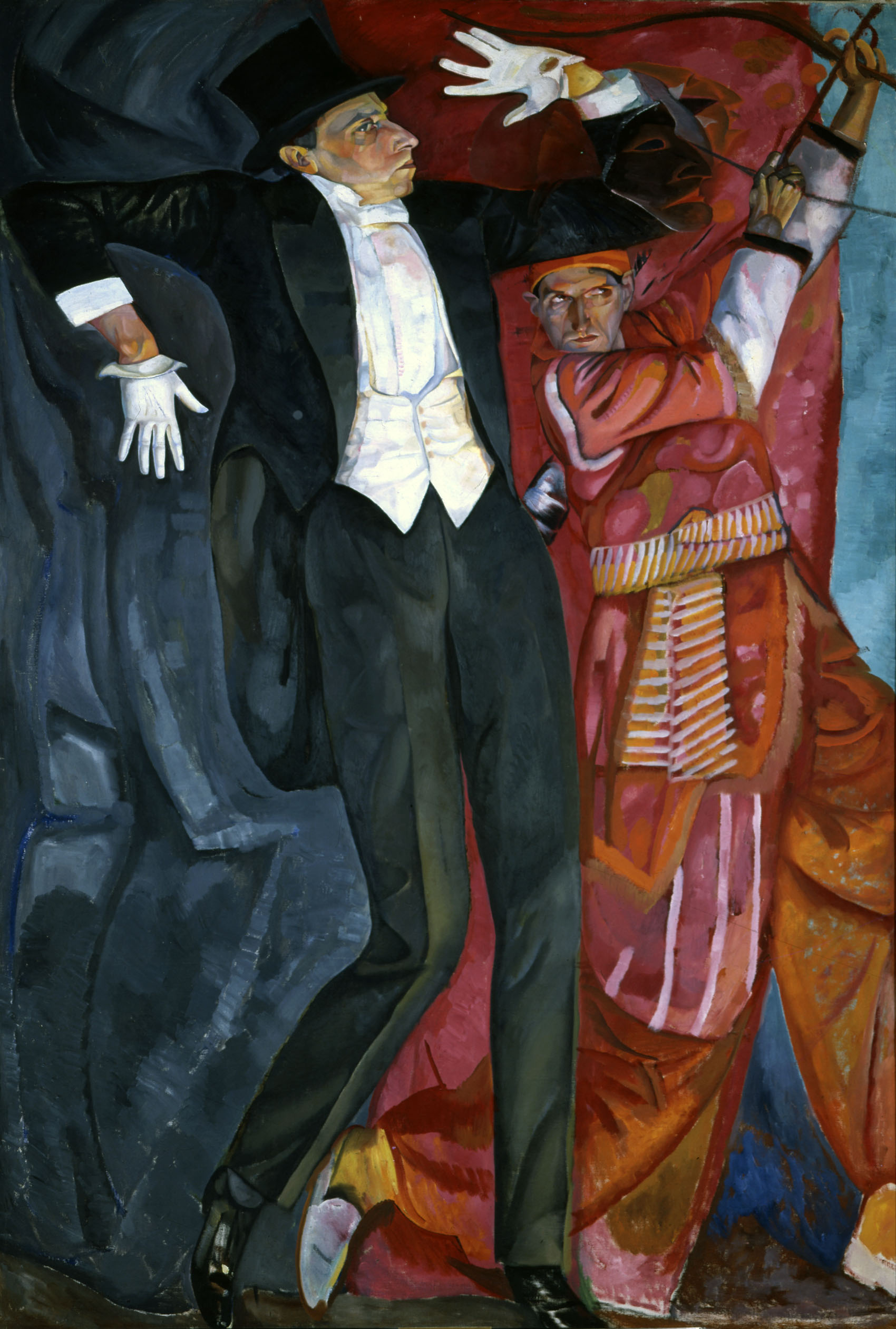
Б. Григорьев. Портрет В. Мейерхольда, 1916

Мейерхольд с радостью принял революцию и в 1918 году вступил в РКП(б).
Поставил в Петрограде «Мистерию-буфф» Маяковского (1918 год). В марте 1918 года в кафе «Красный петух», открытом в бывшем Пассаже Сан-Галли, поставил пьесу Блока «Незнакомка».
С мая 1919 по август 1920 года жил в Крыму и на Кавказе. Пережил несколько смен власти, его арестовывала белая контрразведка.
Заведовал Театральным отделом (ТЕО) Наркомпроса по приглашению наркома просвещения Луначарского (сентябрь 1920 — февраль 1921).
В 1920 году начал активно вводить в театр программу «Театральный Октябрь». Вводит на Курсах мастерства сценических постановок преподавание биомеханики как теории движений, и в 1921 году использует этот термин для занятий сцендвижением. В 1921 году поставил вторую редакцию Мистерии-Буфф в Москве.

### ГосТиМ

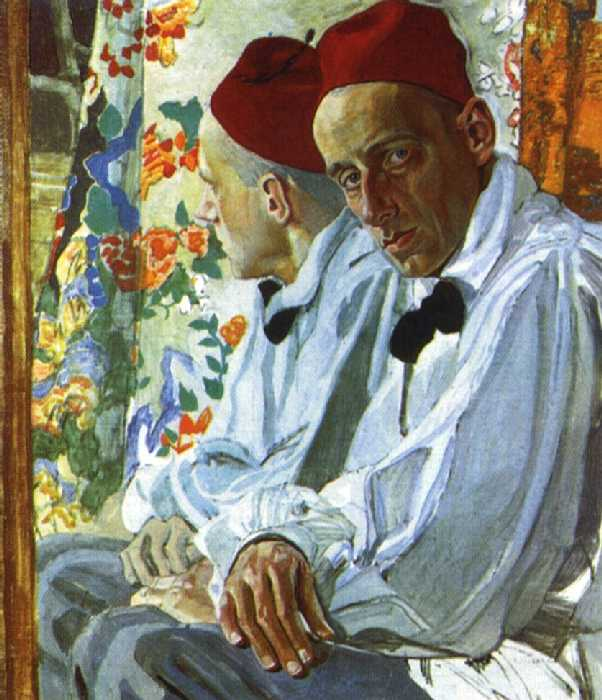
Портрет Мейерхольда кисти Александра Головина

Государственный театр имени Вс. Мейерхольда (ГосТиМ) создали в Москве в 1920. Первоначальное название — Театр РСФСР-I, с 1922 — Театр Актёра и Театр ГИТИСа, с 1923 — Театр им. Мейерхольда (ТиМ); в 1926 театру присвоили статус государственного.
Параллельно Мейерхольд руководит Театром Революции (1922—1924).
В 1928 году ГосТиМ едва не закрыт: режиссёра заподозрили в измене. Отправившись с женой за рубеж для лечения и переговоров о гастролях, Мейерхольд задержался во Франции. В тот же период из зарубежных поездок не вернулись Михаил Чехов, возглавлявший МХАТ 2-й, и руководитель ГОСЕТа Алексей Грановский. Мейерхольда заподозрили в желании остаться. Но он не собирался эмигрировать и вернулся в Москву раньше, чем ликвидационная комиссия успела расформировать театр.
В 1930 году ГосТиМ с успехом гастролировал за рубежом. Михаил Чехов встречался с Мейерхольдом в Берлине, вспоминал: «Я старался передать ему мои чувства, скорее предчувствия, об его страшном конце, если он вернётся в Советский Союз. Он слушал молча, спокойно и грустно ответил мне так (точных слов я не помню): с гимназических лет в душе моей я носил Революцию и всегда в крайних, максималистских её формах. Я знаю, вы правы — мой конец будет таким, как вы говорите. Но в Советский Союз я вернусь. На вопрос мой — зачем? — он ответил: из честности».
В 1934 году спектакль «Дама с камелиями», главную роль в котором играла Зинаида Райх, посмотрел Сталин, и спектакль ему не понравился. Критика обрушилась на Мейерхольда, его обвиняли в эстетстве. Зинаида Райх написала Сталину письмо, где упрекнула его, что он не разбирается в искусстве.
В апреле 1935 года вместе с супругой получил (наряду с Немировичем-Данченко и Александром Таировым) личное приглашение на Весенний фестиваль в Спасо-хаусе — роскошный приём в резиденции американского посла в Москве. Среди гостей были также наиболее крупные представители партийной, государственной и военной элиты СССР.
8 января 1938 года театр закрыли. Приказ Комитета по делам искусств при Совнаркоме СССР «О ликвидации Театра имени Вс. Мейерхольда» опубликован в газете «Правда» 8 января 1938 года.
В мае 1938 года Константин Станиславский предложил безработному Мейерхольду должность режиссёра в руководимом им оперном театре. После смерти Станиславского Мейерхольд стал главным режиссёром театра. Продолжил работу над оперой «Риголетто».
Мейерхольд высоко ценил дарование композитора Сергея Прокофьева, неоднократно пытался поставить оперу «Игрок», балет «Стальной скок», однако желание режиссёра не было осуществлено, как и в случае с оперой «Семён Котко».

### Арест и расстрел

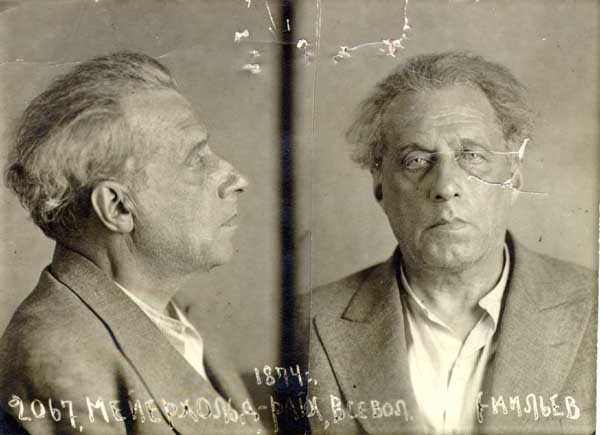
Фотография НКВД после ареста

20 июня 1939 года Мейерхольд был арестован в Ленинграде, куда приехал работать над выступлением студентов-физкультурников Института Лесгафта на спортивном параде, который должен был пройти в середине июля на Красной площади. Одновременно в его квартире в Москве был произведён обыск. В протоколе обыска зафиксирована жалоба его жены 3инаиды Райх, протестовавшей против методов одного из агентов НКВД. Вскоре (15 июля) она была убита неустановленными лицами.
После трёх недель допросов, сопровождавшихся пытками, Мейерхольд подписал нужные следствию показания: его обвиняли по статье 58 Уголовного кодекса РСФСР. В январе 1940 года Мейерхольд писал Молотову:
…Меня здесь били — больного шестидесятишестилетнего старика, клали на пол лицом вниз, резиновым жгутом били по пяткам и по спине, когда сидел на стуле, той же резиной били по ногам […] боль была такая, что казалось, на больные чувствительные места ног лили крутой кипяток…

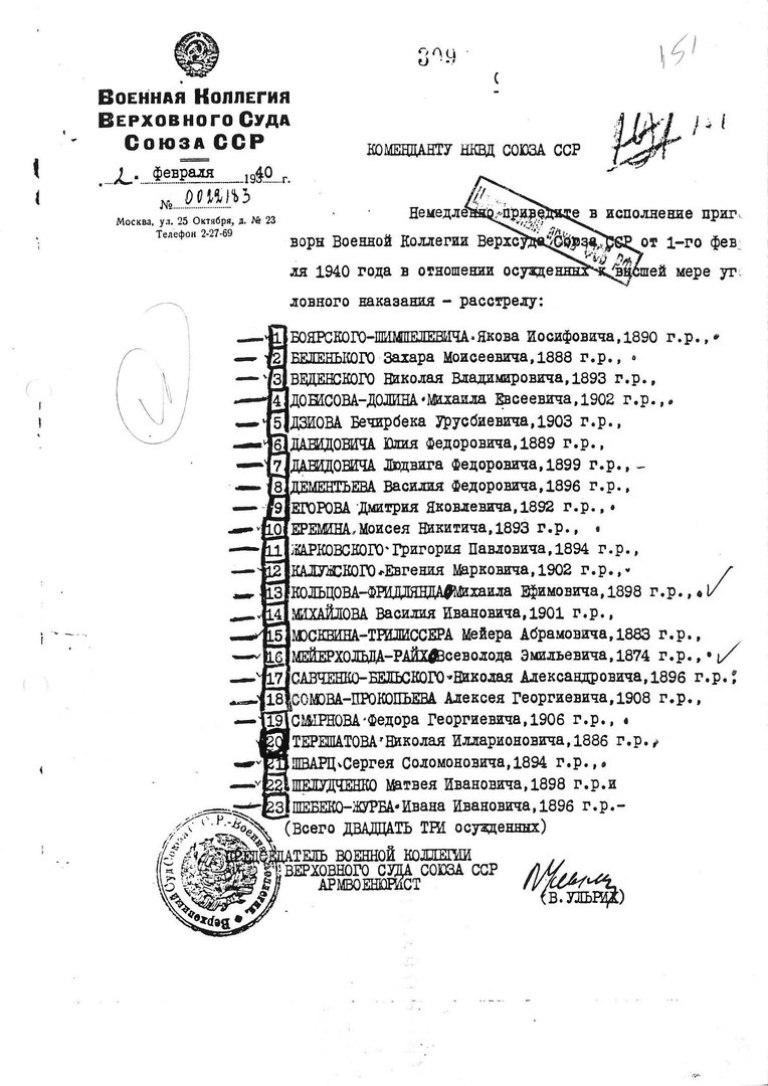
Предписание В. В. Ульриха о расстреле осуждённых. В списке Я. О. Боярский, М. Е. Кольцов, В. Э. Мейерхольд и другие

Заседание Военной коллегии Верховного суда СССР состоялось 1 февраля 1940 года. Коллегия приговорила режиссёра к расстрелу. 2 февраля 1940 года приговор был приведён в исполнение.
О месте захоронения Мейерхольда пишет журнал «Театрал»: «Внучка Мейерхольда Мария Валентей ещё в 1956 году добилась его политической реабилитации. Но не зная тогда, как и когда погиб её дед, установила на могиле Зинаиды Райх на Ваганьковском кладбище общий памятник. Ей, актрисе и возлюбленной жене, и ему. На памятнике выгравирован портрет Мейерхольда и надпись: „Всеволоду Эмильевичу Мейерхольду и Зинаиде Николаевне Райх“».
В 1987 году ей стало известно и подлинное место захоронения Мейерхольда: «Общая могила № 1. Захоронение невостребованных прахов с 1930—1942» на Новом Донском кладбище. По решению Политбюро от 17 января 1940 года № II 11/208, подписанному лично Сталиным, тогда расстреляли 346 человек. Их тела кремировали, и прах, ссыпанный в общую могилу, смешан с прахом других убитых.
В 1955 году Верховный суд СССР посмертно реабилитировал Мейерхольда.

## Личная жизнь

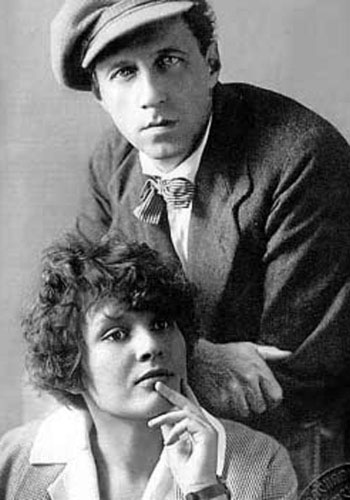
Мейерхольд и Зинаида Райх

В 1896 году Всеволод Мейерхольд женился на Ольге Михайловне Мунт (1874—1940).
Три дочери:
- Мария Белецкая (1897—1929)
  - Игорь Евгеньевич Белецкий (1918 — конец 1970-х годов), геофизик. Во время Великой Отечественной войны был на фронте, попал в плен. В 1946 возобновил учёбу в ЛГИ, после окончания института (1949 год) работал по специальности в НИИГА. Летом 1952 года арестован. Срок отбывал в Воркуте. В конце 1950-х годов освобожден, но в ленинградской прописке ему было отказано. Работал и жил в Воркуте до своей кончины.[31]
  - Нина Евгеньевна Белецкая (1923—1942). Окончив в 1940 году одну из ленинградских школ, поступила на архитектурный факультет. Летом 1941 года добровольно вступила в ряды Красной Армии. Санинструктор 314 стрелкового полка 46 стрелковой дивизии. Погибла 6 декабря 1942 года. Похоронена в районе деревни Северная Самарка Всеволожского района Ленинградской области.
- Татьяна (1902—1986), по образованию техник-коневод. В 1937 году стала директором совхоза «Раменское». В 1942 году по обвинению в «антисоветской агитации, клевете на Красную армию, высказывании недовольства выдачей сталинских премий, восхвалении своего отца» приговорена к 8 годам исправительно-трудовых лагерей. Отбывать срок направлена в Сибирский лагерь. Освобождена в 1945 году с запретом на проживание в ряде городов[32]. Муж — Алексей Петрович Воробьёв
  - Татьяна, медицинская сестра
  - Мария Алексеевна Воробьёва-Мейерхольд (1924—2003)[33], учитель русского языка и литературы. Муж — Дмитрий Игнатьевич Валентей.
Благодаря настойчивости Марии Алексеевны была создана комиссия по творческому наследию В. Э. Мейерхольда, изданы его сочинения и воспоминания. С её помощью открылся первый музей Мейерхольда на его родине— в Пензе. В 1991 году она добилась того, чтобы музеем стала и его московская квартира В. Э. Мейерхольда в доме № 12 по Брюсову переулку. С этого времени Мария Алексеевна работала там заведующей. Удостоена Государственной премии России (2001).
- Ирина (1905—1981).[34]
  - Сын Ирины и Василия Меркурьева, актёр Пётр Меркурьев, дважды играл в кино деда: в фильме «Я — актриса» (1980) и в телесериале «Есенин» (2005).

В 1922 году Мейерхольд женился на актрисе Зинаиде Райх (1894—1939).

## Творчество

### Театральные работы

#### Актёрские
- 1892 — «Горе от Ума» А. С. Грибоедова. Пензенский кружок любителей театрального искусства — Репетилов[36]
- 1898 — «Царь Фёдор Иоаннович» А. К. Толстого. Режиссёры-постановщики К. С. Станиславский и Вл. И. Немирович-Данченко — Василий Шуйский
- 1898 — «Венецианский купец» У. Шекспира — принц Арагонский
- 1898 — «Чайка» А. П. Чехова. Режиссёры К. С. Станиславский и Вл. И. Немирович-Данченко — Треплев
- 1899 — «Смерть Иоанна Грозного» А. К. Толстого. Режиссёры К. С. Станиславский и Вл. И. Немирович-Данченко — Иоанн Грозный
- 1899 — «Антигона» Софокла — Тирезий
- 1899 — «Одинокие» Г. Гауптмана. Режиссёры К. С. Станиславский и Вл. И. Немирович-Данченко — Иоганнес
- 1901 — «Три сестры» А. П. Чехова. Режиссёры К. С. Станиславский и Вл. И. Немирович-Данченко — Тузенбах
- 1907 — «Балаганчик» А. А. Блока — Пьеро

#### Режиссёрские
- 1906 — «Сестра Беатриса» Мориса Метерлинка театр В. Комиссаржевской
- 1906 — «Гедда Габлер» Генрик Ибсен театр В. Комиссаржевской
- 1906 — «Балаганчик» А. Блока, театр В. Комиссаржевской
- 1913 — «Электра» Р. Штрауса, Мариинский театр. Художник А. Я. Головин
- 1918 — «Мистерия-Буфф» В. Маяковского

Театр РСФСР-1 (Театр Актёра, Театр ГИТИСа)
- 1920 — «Зори» Э. Верхарна (совместно с В. Бебутовым). Художник В. Дмитриев
- 1921 — «Союз молодёжи» Г. Ибсена
- 1921 — «Мистерия-буфф» В. Маяковского (вторая редакция, совместно с В. Бебутовым)
- 1922 — «Нора» Г. Ибсена
- 1922 — «Великодушный рогоносец» Ф. Кроммелинка. Художники Л. С. Попова и В. В. Люце
- 1922 — «Смерть Тарелкина» А. Сухово-Кобылина. Режиссёр С. Эйзенштейн

ТиМ (ГосТиМ)
- 1923 — «Земля дыбом» Мартине и С. М. Третьякова. Художник Л. С. Попова
- 1924 — «Д. Е.» Подгаецкого по И. Эренбургу. Художники И. Шлепянов, В. Ф. Фёдоров
- 1924 — «Учитель Бубус» А. Файко; режиссёр Вс. Мейерхольд, художник И. Шлепянов
- 1924 — «Лес» А. Н. Островского. Художник В. Фёдоров.
- 1925 — «Мандат» Н. Эрдмана. Художники И. Шлепянов, П. В. Вильямс
- 1926 — «Ревизор» Н. Гоголя. Художники В. В. Дмитриев, В. П. Киселев, В. Э. Мейерхольд, И. Ю. Шлепянов.
- 1926 — «Рычи, Китай!» С. М. Третьякова (совместно с режиссёром-лаборантом В. Ф. Фёдоровым). Художник С. М. Ефименко
- 1927 — «Окно в деревню» Р. М. Акульшина. Художник В. А. Шестаков
- 1928 — «Горе уму» по комедии А. С. Грибоедова «Горе от ума». Художник Н. П. Ульянов; композитор Б. В. Асафьев.
- 1929 — «Клоп» В. Маяковского. Художники Кукрыниксы, А. М. Родченко; композитор — Д. Д. Шостакович.
- 1929 — «Командарм-2» И. Л. Сельвинского. Художник В. В. Почиталов; сценическая конструкция С. Е. Вахтангова.
- 1930 — «Выстрел» А. И. Безыменского. Режиссёры В. Ф. Зайчиков, С. В. Козиков, А. Е. Нестеров, Ф. П. Бондаренко, под руководством Вс. Мейерхольда; художники В. В. Калинин, Л. Н. Павлов
- 1930 — «Баня» В. Маяковского. Художник А. А. Дейнека; сценическая конструкция С. Е. Вахтангова; композитор В. Шебалин.
- 1931 — «Последний решительный» Вс. В. Вишневского. Конструктивная разработка С. Е. Вахтангова
- 1931 — «Список благодеяний» Ю. Олеши. Художники К. К. Савицкий, В. Э. Мейерхольд, И. Лейстиков
- 1933 — «Вступление» Ю. П. Германа. Художник И. Лейстиков
- 1933 — «Свадьба Кречинского» А. В. Сухово-Кобылина. Художник В. А. Шестаков.
- 1934 — «Дама с камелиями» А. Дюма-сына. Художник И. Лейстиков
- 1935 — «33 обморока» (на основе водевилей «Предложение», «Медведь» и «Юбилей» А. П. Чехова). Художник В. А. Шестаков

В других театрах
- 1917 — «Маскарад» М. Ю. Лермонтова — Александринский театр
- 1923 — «Озеро Люль» А. Файко — Театр Революции
- 1933 — «Дон Жуан» Мольера — Ленинградский театр госдрамы
- 1935 — «Каменный гость» А. С. Пушкина — радиоспектакль.

### Фильмография
- «Портрет Дориана Грея» (1915) — режиссёр, сценарист, исполнитель роли Лорда Генри
- «Сильный человек» (1917) — режиссёр
- «Белый орёл» (1928) — сановник

## Наследие

Памятник Мейерхольду в Пензе (1999)

Точная дата гибели Мейерхольда стала известна лишь в феврале 1988 года, когда КГБ СССР позволил внучке режиссёра Марии Алексеевне Валентей (1924—2003) ознакомиться с его «делом». 2 февраля 1990 года впервые был отмечен день смерти Мейерхольда.
Сразу после официальной реабилитации, в 1955 году была сформирована Комиссия по творческому наследию режиссёра. С момента основания по 2003 год бессменным учёным секретарём Комиссии была М. А. Валентей-Мейерхольд; возглавляли Комиссию по наследию в разные годы Павел Марков (1955—1980), Сергей Юткевич (1983—1985), Михаил Царёв (1985—1987), В. Н. Плучек (1987—1988). С 1988 года председателем Комиссии является режиссёр Валерий Фокин.
В конце 1988 года было принято решение о создании мемориального Музея-квартиры в Москве — филиала Театрального музея им. А. А. Бахрушина
С 25 февраля 1989 года в Театре им. М. Н. Ермоловой, который в то время возглавлял Валерий Фокин, проводились вечера памяти Мейерхольда.
В 1991 году по инициативе Комиссии по наследию и при поддержке Союза театральных деятелей России, на базе учреждённого ещё в 1987 году Всероссийского объединения «Творческие мастерские», был основан Центр имени Вс. Мейерхольда (ЦИМ). Центр занимается научной и образовательной деятельностью; за два с лишним десятилетия своего существования он превратился в традиционное место проведения международных фестивалей и национального фестиваля «Золотая маска», площадку для гастролей лучших европейских и российских спектаклей.
Личный архив В. Э. Мейерхольда хранится в Российском государственном архиве литературы и искусства. Фонд насчитывает 3891 единицу хранения за 1870—1992 гг. Основу фонда составляют материалы артистической и режиссёрской деятельности Мейерхольда: режиссёрские экземпляры пьес, разработки, планировки и монтировки спектаклей, эскизы декораций и костюмов, а также дневники, записные книжки, фотографии и др.

## Память

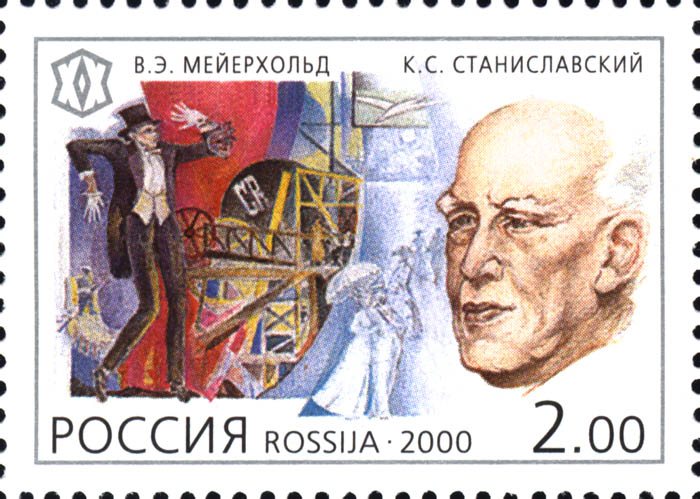
Марка Почты России, 2000 год

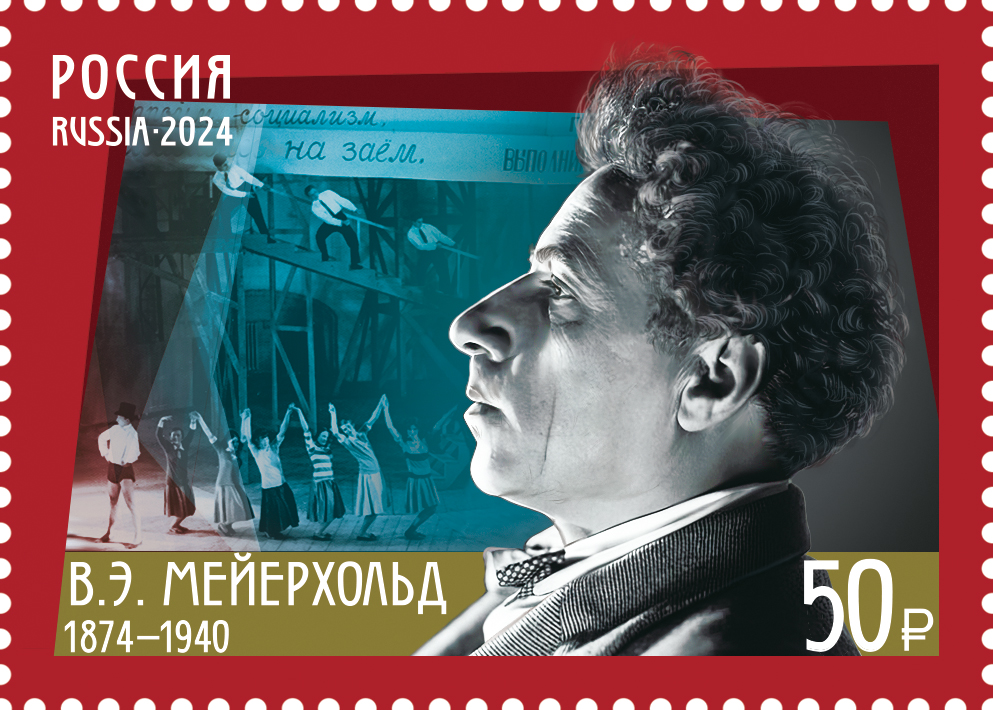
Марка Почты России, 2024 год

- В Пензе 24 февраля 1984 года был открыт Центр театрального искусства «Дом Мейерхольда» (директор Наталия Аркадьевна Кугель), в котором с 2003 года работает Театр Доктора Дапертутто.
- В 1999 году в Пензе был открыт памятник В. Э. Мейерхольду.
- В 2000 году Почта России выпустила лист «Россия. XX век. Культура», на одной из марок которого изображена картина Б. Д. Григорьева «Портрет В. Мейерхольда»[40].
- В 2024 году Почта России выпустила марку, посвященную 150-летию со дня рождения драматурга[41].
- Самолёт авиакомпании «Аэрофлот» Airbus 320, введенный в эксплуатацию в 2013 году, носит имя В. Э. Мейерхольда.
- В честь 140-летней годовщины со дня рождения В. Э. Мейерхольда в Санкт-Петербурге на Бородинской ул., 6 (в Санкт-Петербургском техникуме железнодорожного транспорта), 10 февраля 2014 года была открыта памятная доска в зале, где работал Мейерхольд[42].
- Улица в Новороссийске названа в честь В. Э. Мейерхольда

## Адреса
- Пенза
  - Центр театрального искусства «Дом Мейерхольда»
- Москва
  - Центр им. Вс. Мейерхольда
  - Творческий Центр имени Мейерхольда Вс.
  - Благотворительный фонд им. Мейерхольда
- Санкт-Петербург
  - 1908—1909 — доходный дом — улица Жуковского, 11.
  - 1909—1914 — доходный дом С. И. Андреева — Театральная площадь, 2.
- Херсон
  - Дом Скарлато — улица Театральная, 32.
- Подмосковье

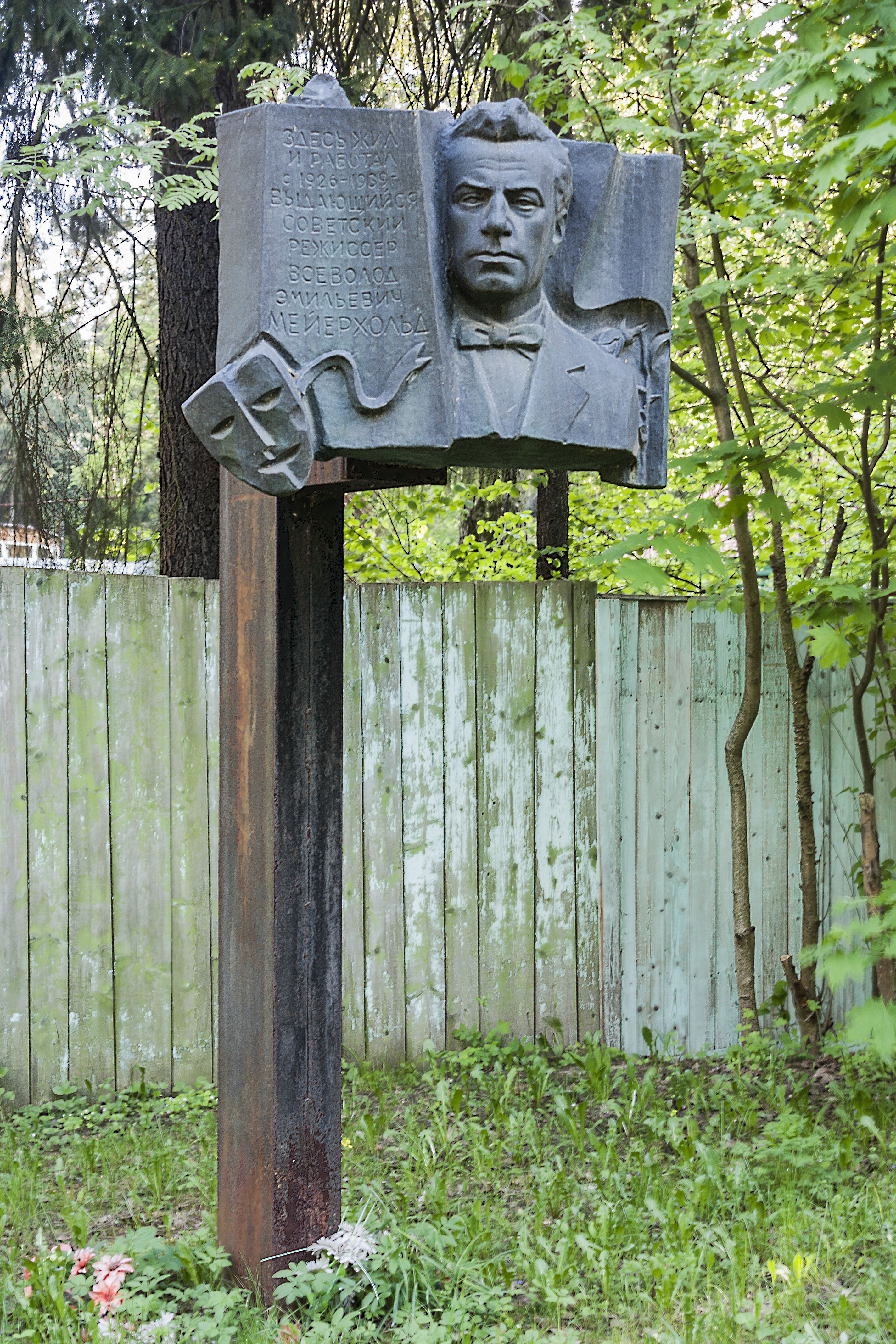
Дом, где в 1926—1939 годах жил В. Э. Мейерхольд

- - С 1926 по 1939 год жил и работал на даче № 3 Горенского парка Балашихи (с 1970 года — улица С. Есенина). В этот период им были подготовлены наиболее значительные спектакли: «Клоп», «Баня» Маяковского, «Последний решительный» Вишневского, «Ревизор» Гоголя и многие другие. Дом, в котором жил и работал Мейерхольд, объявлен памятником истории и подлежит охране. Здесь установлен памятный знак. Его автор — скульптор Ю. Хмелевской.

## Музеи и театры
- Музей-квартира Вс. Э. Мейерхольда
- Театр Доктора Дапертутто — театр, входящий в состав Центра театрального искусства «Дом Мейерхольда», расположенный в городе Пензе.
- Центр театрального искусства «Дом Мейерхольда» — музей-театр в Пензе.
- Культурный Центр им. Вс. Мейерхольда (Херсон)
- Центр им. Вс. Э. Мейерхольда в Москве
- Новая сцена им. Вс. Мейерхольда Александринского театра

## Образ в кино
- Исторические хроники. 1923 год — Всеволод Мейерхольд
- 1980 — «Я — актриса». В роли Пётр Меркурьев (внук режиссёра).
- 1988 — «Завещание» / Testimony (США). в роли Robert Stephens
- 2000 — «Эйзенштейн» / Eisenstein (Канада-ФРГ). В роли Мейерхольда Джонатан Хайд / Jonathan Hyde
- 2004 — «Золотая голова на плахе». В роли Виктор Авилов.
- 2005 — «Есенин». В роли Пётр Меркурьев.
- 2013 — «Маяковский. Два дня». В роли Кирилл Ульянов.
- 2015 — «Эйзенштейн в Гуанахуато». В роли Райно Ранта / Raino Ranta
- 2017 — «Крылья империи». В роли Кирилл Ульянов.
- 2018 — «Берлин-Оккурган». В роли Грегори Голдман[43]
- 2018 — ВМаяковский. В роли Антон Адасинский.

## Звания
- Народный артист Республики (1923)
- Почётный красноармеец (1926)